# Gilbert Gress
Gilbert Gress (Strasburgo, 17 dicembre 1941) è un allenatore di calcio ed ex calciatore francese, di ruolo trequartista.
Già affermatosi come attaccante in Division 1 e in Bundesliga, acquisirà ulteriore notorietà come allenatore divenendo il tecnico più rappresentativo della squadra alsaziana (che condusse verso la vittoria del suo unico campionato, nella stagione 1978-79), nonché allenatore vincente in Svizzera (paese di cui possiede la cittadinanza).

## Carriera

### Calciatore
Nativo del quartiere di Neudorf, Gilbert Gress, nonostante alcuni problemi di salute, riuscì a completare il percorso formativo nelle giovanili dello Strasburgo, esordendo da professionista nel 1960, in occasione di una partita contro il Bordeaux al termine della quale fu votato come migliore in campo.
Dopo aver espletato il servizio militare in Algeria, Gress (soprannominato dai tifosi L'angelo di La Meinau) fece parte stabilmente della squadra titolare dello Strasburgo esprimendosi con continuità solo dopo l'arrivo di Paul Frantz alla guida della squadra toccando l'apice nella stagione 1965-66, nella quale trascinò la squadra verso i quarti di finale della Coppa delle Fiere (attirandosi gli elogi di Matt Busby, allenatore del Manchester United che eliminò la squadra) e verso la vittoria della Coppa di Francia.
Nonostante un interesse da parte del Barcellona, Gress si trasferì, al termine della stagione, allo Stoccarda. Anche in Bundesliga Gress continuò a ben figurare, tanto da ottenere, nel 1967, la prima convocazione in nazionale dando avvio ad una carriera effimera (in quattro anni collezionò solo tre presenze) per via di alcune incomprensioni con la commissione tecnica (si rifiutò di tagliarsi i capelli nonostante le richieste del CT). Nel corso della stagione 1970-71, lo Stoccarda fu costretto a vendere Gress, che si accasò all'Olympique Marsiglia. Dopo aver vinto due campionati consecutivi nelle stagioni 1970-71 e 1971-72 e una Coppa di Francia (nella stagione 1971-72), Gress si trasferì nel 1973 allo Strasburgo. Dopo due anni nel Racing, si trasferì in Svizzera, al Neuchâtel Xamax, squadra in cui svolse il doppio ruolo di calciatore-allenatore e con cui terminò la propria carriera da calciatore nel 1977.

### Allenatore
Dal 1975 al 1977 assunse il ruolo di calciatore-allenatore del Neuchâtel Xamax. Due anni dopo fu invece chiamato alla guida tecnica della stessa squadra che lo aveva lanciato come calciatore, lo Strasburgo, allora neopromosso in Division 1. Adottando un tipo di gioco basato sul collettivo improntato su di un modulo 4-3-3, Gress traghettò la squadra verso la sua prima qualificazione in Coppa UEFA, ottenuta all'ultima giornata grazie ad una vittoria contro il Laval. Nella stagione successiva Gress, pur senza stravolgere gli schemi e la rosa titolare della squadra, riuscì a migliorare il risultato ottenuto l'anno precedente conducendo lo Strasburgo verso la vittoria del suo primo titolo nazionale. A quest'iniziale scia di successi seguì un periodo buio, in cui Gress entrò in conflitto con la nuova dirigenza della società a causa di acquisti poco mirati. Lo stesso allenatore, pur godendo dell'appoggio del pubblico, finì per essere esonerato all'inizio della stagione 1980-81 a causa di un pessimo inizio di campionato.
Lasciata Strasburgo, Gress allenò per un anno il Bruges quindi, a partire dalla stagione 1981-82, fece ritorno a Neuchâtel vincendo, in nove anni di panchina, due titoli nazionali consecutivi (1986-87 e 1987-88) e tre supercoppe. Dopo una stagione sulla panchina del Servette, nel 1991 Gress fece ritorno a Strasburgo riprendendo la guida della squadra locale che stava attraversando una crisi tecnica e finanziaria. Ricostruendo la squadra facendo leva sui giovani, Gress riportò immediatamente la squadra in massima divisione, conquistando in seguito due salvezze consecutive. Un cambio di dirigenza avvenuto nel 1994 spinse Gress (il quale aveva comunque ricevuto una proposta di rinnovo del contratto ) a lasciare la panchina dello Strasburgo. Ritornato per una terza volta a Neuchâtel, nel 1998 ottenne la cittadinanza svizzera e, alcuni mesi dopo, l'incarico di commissario tecnico della Nazionale che mantenne per un anno.
Gress continuò ad allenare negli anni seguenti squadre elvetiche (vincendo anche una Coppa Svizzera nel 2000 con lo Zurigo), salvo un'esperienza nel 2002 con il Metz e una nel 2003 con lo Sturm Graz. Nell'estate del 2009, nonostante il parere contrario di diversi membri della società, Gress fece ritorno, per la terza volta nella sua carriera, sulla panchina dello Strasburgo. Due sconfitte consecutive all'inizio del campionato fecero però saltare immediatamente la panchina di Gress provocando anche un terremoto in seno alla dirigenza della squadra.

## Statistiche

### Presenze e reti nei club
| Stagione               | Squadra                | Campionato             | Campionato | Campionato | Coppe nazionali | Coppe nazionali | Coppe nazionali | Coppe continentali | Coppe continentali | Coppe continentali | Altre coppe | Altre coppe | Altre coppe | Totale | Totale | Totale |
| Stagione               | Squadra                | Comp                   | Pres       | Reti       | Comp            | Pres            | Reti            | Comp               | Pres               | Reti               | Comp        | Pres        | Reti        | Pres   | Reti   |        |
| ---------------------- | ---------------------- | ---------------------- | ---------- | ---------- | --------------- | --------------- | --------------- | ------------------ | ------------------ | ------------------ | ----------- | ----------- | ----------- | ------ | ------ | ------ |
| 1959-1960              | Strasburgo             | D1                     | 2          | 0          | CF+CCD          | 0+0             | 0+0             | -                  | -                  | -                  | -           | -           | -           | 2      | 0      |        |
| 1960-1961              | Strasburgo             | D2                     | 26         | 6          | CF+CCD          | 4+2             | 1+0             | -                  | -                  | -                  | -           | -           | -           | 32     | 7      |        |
| 1961-1962              | Strasburgo             | D1                     | 2          | 0          | CF+CCD          | 0+1             | 0+0             | CDF                | 0                  | 0                  | -           | -           | -           | 3      | 0      |        |
| 1962-1963              | Strasburgo             | D1                     | 23         | 5          | CF+CCD          | 2+0             | 0+0             | -                  | -                  | -                  | -           | -           | -           | 25     | 5      |        |
| 1963-1964              | Strasburgo             | D1                     | 33         | 3          | CF+CCD          | 3+2             | 0+0             | -                  | -                  | -                  | -           | -           | -           | 38     | 3      |        |
| 1964-1965              | Strasburgo             | D1                     | 34         | 3          | CF+CCD          | 4+0             | 0+0             | CDF                | 9                  | 0                  | -           | -           | -           | 47     | 3      |        |
| 1965-1966              | Strasburgo             | D1                     | 36         | 3          | CF              | 6               | 0               | CDF                | 3                  | 0                  | -           | -           | -           | 45     | 3      |        |
| giu.-lug. 1966         | Strasburgo             | D1                     | 0          | 0          | CF              | 0               | 0               | CDC                | 0                  | 0                  | CPKR        | 4           | 0           | 4      | 0      |        |
| Totale Strasburgo      | Totale Strasburgo      | Totale Strasburgo      | 156        | 20         |                 | 24              | 1               |                    | 12                 | 0                  |             | 4           | 0           | 196    | 21     |        |
| 1966-1967              | Stoccarda              | BL                     | 34         | 3          | DFBP            | 2               | 0               | CDF                | 2                  | 0                  | -           | -           | -           | 38     | 3      |        |
| 1967-1968              | Stoccarda              | BL                     | 33         | 9          | DFBP            | 2               | 0               | -                  | -                  | -                  | -           | -           | -           | 35     | 9      |        |
| 1968-1969              | Stoccarda              | BL                     | 31         | 7          | DFBP            | 3               | 1               | -                  | -                  | -                  | -           | -           | -           | 34     | 8      |        |
| 1969-1970              | Stoccarda              | BL                     | 34         | 5          | DFBP            | 1               | 0               | CDF                | 4                  | 0                  | -           | -           | -           | 39     | 5      |        |
| 1970-gen. 1971         | Stoccarda              | BL                     | 17         | 2          | DFBP            | 1               | 0               | -                  | -                  | -                  | -           | -           | -           | 18     | 2      |        |
| Totale Stoccarda       | Totale Stoccarda       | Totale Stoccarda       | 149        | 26         |                 | 9               | 1               |                    | 6                  | 0                  |             | -           | -           | 164    | 27     |        |
| gen.-giu. 1971         | Olympique Marsiglia    | D1                     | 19         | 4          | CF              | 8               | 0               | CDF                | 0                  | 0                  | -           | -           | -           | 27     | 4      |        |
| 1971-1972              | Olympique Marsiglia    | D1                     | 37         | 3          | CF              | 9               | 1               | CDC                | 4                  | 1                  | CDC         | 1           | 0           | 51     | 5      |        |
| 1972-1973              | Olympique Marsiglia    | D1                     | 34         | 1          | CF              | 6               | 1               | CDC                | 2                  | 0                  | CDC         | 1           | 0           | 43     | 2      |        |
| Totale Marsiglia       | Totale Marsiglia       | Totale Marsiglia       | 90         | 8          |                 | 23              | 2               |                    | 6                  | 1                  |             | 2           | 0           | 121    | 11     |        |
| 1973-1974              | Strasburgo             | D1                     | 31         | 1          | CF              | 5               | 1               | -                  | -                  | -                  | -           | -           | -           | 36     | 2      |        |
| 1974-1975              | Strasburgo             | D1                     | 38         | 5          | CF              | 7               | 1               | -                  | -                  | -                  | -           | -           | -           | 45     | 6      |        |
| Totale Strasburgo      | Totale Strasburgo      | Totale Strasburgo      | 69         | 6          |                 | 12              | 2               |                    | -                  | -                  |             | -           | -           | 81     | 8      |        |
| 1975-1976              | Neuchâtel Xamax        | LNA                    | 26         | 0          | CS+CLS          | 1+1             | 0+0             | -                  | -                  | -                  | -           | -           | -           | 28     | 0      |        |
| 1976-1977              | Neuchâtel Xamax        | LNA                    | 29         | 6          | CS+CLS          | 0+5             | 0+1             | -                  | -                  | -                  | -           | -           | -           | 34     | 7      |        |
| Totale Neuchâtel Xamax | Totale Neuchâtel Xamax | Totale Neuchâtel Xamax | 55         | 6          |                 | 7               | 1               |                    | -                  | -                  |             | -           | -           | 62     | 7      |        |
| Totale carriera        | Totale carriera        | Totale carriera        | 519        | 66         |                 | 75              | 7               |                    | 24                 | 1                  |             | 6           | 0           | 624    | 74     |        |

### Cronologia presenze e reti in nazionale
| Cronologia completa delle presenze e delle reti in nazionale ― Francia | Cronologia completa delle presenze e delle reti in nazionale ― Francia | Cronologia completa delle presenze e delle reti in nazionale ― Francia | Cronologia completa delle presenze e delle reti in nazionale ― Francia | Cronologia completa delle presenze e delle reti in nazionale ― Francia | Cronologia completa delle presenze e delle reti in nazionale ― Francia | Cronologia completa delle presenze e delle reti in nazionale ― Francia | Cronologia completa delle presenze e delle reti in nazionale ― Francia |
| Data                                                                   | Città                                                                  | In casa                                                                | Risultato                                                              | Ospiti                                                                 | Competizione                                                           | Reti                                                                   | Note                                                                   |
| ---------------------------------------------------------------------- | ---------------------------------------------------------------------- | ---------------------------------------------------------------------- | ---------------------------------------------------------------------- | ---------------------------------------------------------------------- | ---------------------------------------------------------------------- | ---------------------------------------------------------------------- | ---------------------------------------------------------------------- |
| 27-9-1967                                                              | Berlino                                                                | Germania Ovest                                                         | 5 – 1                                                                  | Francia                                                                | Amichevole                                                             | -                                                                      |                                                                        |
| 6-11-1968                                                              | Parigi                                                                 | Francia                                                                | 0 – 1                                                                  | Norvegia                                                               | Qual. Mondiali 1970                                                    | -                                                                      |                                                                        |
| 9-10-1971                                                              | Parigi                                                                 | Francia                                                                | 0 – 2                                                                  | Ungheria                                                               | Qual. Euro 1972                                                        | -                                                                      |                                                                        |
| Totale                                                                 |                                                                        | Presenze                                                               | 3                                                                      |                                                                        | Reti                                                                   | 0                                                                      |                                                                        |

### Statistiche da allenatore
Statistiche aggiornate al 14 aprile 2025. In grassetto le competizioni vinte.
| Stagione               | Squadra                | Campionato             | Campionato | Campionato | Campionato | Campionato | Coppe nazionali | Coppe nazionali | Coppe nazionali | Coppe nazionali | Coppe nazionali | Coppe continentali | Coppe continentali | Coppe continentali | Coppe continentali | Coppe continentali | Altre coppe | Altre coppe | Altre coppe | Altre coppe | Altre coppe | Totale | Totale | Totale | Totale | Vittorie % | Piazzamento |
| Stagione               | Squadra                | Comp                   | G          | V          | N          | P          | Comp            | G               | V               | N               | P               | Comp               | G                  | V                  | N                  | P                  | Comp        | G           | V           | N           | P           | G      | V      | N      | P      | %          | Piazzamento |
| ---------------------- | ---------------------- | ---------------------- | ---------- | ---------- | ---------- | ---------- | --------------- | --------------- | --------------- | --------------- | --------------- | ------------------ | ------------------ | ------------------ | ------------------ | ------------------ | ----------- | ----------- | ----------- | ----------- | ----------- | ------ | ------ | ------ | ------ | ---------- | ----------- |
| 1975-1976              | Neuchâtel Xamax        | LNA                    | 26         | 11         | 8          | 7          | CS+CLS          | 2+1             | 1+0             | 0+0             | 1+1             | -                  | -                  | -                  | -                  | -                  | -           | -           | -           | -           | -           | 29     | 12     | 8      | 9      | 41,38      | 6º          |
| 1976-1977              | Neuchâtel Xamax        | LNA                    | 22+10      | 10+3       | 7+1        | 5+6        | CS+CLS          | 3+5             | 2+4             | 0+0             | 1+1             | -                  | -                  | -                  | -                  | -                  | CA          | 4           | 1           | 2           | 1           | 44     | 20     | 10     | 14     | 45,45      | 5º          |
| 1977-1978              | Strasburgo             | D1                     | 38         | 19         | 12         | 7          | CF              | 3               | 1               | 1               | 1               | -                  | -                  | -                  | -                  | -                  | CE          | 6           | 1           | 0           | 5           | 47     | 21     | 13     | 13     | 44,68      | 3º          |
| 1978-1979              | Strasburgo             | D1                     | 38         | 22         | 12         | 4          | CF              | 9               | 7               | 2               | 0               | CU                 | 6                  | 2                  | 1                  | 3                  | CA          | 4           | 1           | 1           | 2           | 57     | 32     | 16     | 9      | 56,14      | 1º          |
| 1979-1980              | Strasburgo             | D1                     | 38         | 17         | 9          | 12         | CF              | 3               | 2               | 0               | 1               | CC                 | 6                  | 3                  | 1                  | 2                  | -           | -           | -           | -           | -           | 47     | 22     | 10     | 15     | 46,81      | 5º          |
| lug.-set. 1980         | Strasburgo             | D1                     | 11         | 4          | 1          | 6          | CF              | -               | -               | -               | -               | -                  | -                  | -                  | -                  | -                  | -           | -           | -           | -           | -           | 11     | 4      | 1      | 6      | 36,36      | Eson.       |
| ott. 1980-1981         | Club Bruges            | D1                     | 28         | 13         | 4          | 11         | CB              | 2               | 1               | 0               | 1               | CC                 | 1                  | 0                  | 0                  | 1                  | -           | -           | -           | -           | -           | 31     | 14     | 4      | 13     | 45,16      | Sub. 6º     |
| 1981-1982              | Neuchâtel Xamax        | LNA                    | 30         | 18         | 10         | 2          | CS+CLS          | 3+1             | 2+0             | 0+0             | 1+1             | CU                 | 8                  | 4                  | 2                  | 2                  | CA          | 4           | 0           | 3           | 1           | 46     | 24     | 15     | 7      | 52,17      | 6º          |
| 1982-1983              | Neuchâtel Xamax        | LNA                    | 30         | 15         | 7          | 8          | CS              | 3               | 1               | 2               | 0               | -                  | -                  | -                  | -                  | -                  | CA          | 5           | 3           | 0           | 2           | 38     | 19     | 9      | 10     | 50,00      | 6º          |
| 1983-1984              | Neuchâtel Xamax        | LNA                    | 30         | 15         | 10         | 5          | CS              | 1               | 0               | 0               | 1               | -                  | -                  | -                  | -                  | -                  | CA          | 4           | 0           | 0           | 4           | 35     | 15     | 10     | 10     | 42,86      | 4º          |
| 1984-1985              | Neuchâtel Xamax        | LNA                    | 30         | 14         | 11         | 5          | CS              | 6               | 5               | 0               | 1               | CU                 | 2                  | 0                  | 1                  | 1                  | -           | -           | -           | -           | -           | 38     | 19     | 12     | 7      | 50,00      | 3º          |
| 1985-1986              | Neuchâtel Xamax        | LNA                    | 30         | 18         | 6          | 6          | CS              | 2               | 1               | 0               | 1               | CU                 | 8                  | 3                  | 3                  | 2                  | CA          | 4           | 0           | 0           | 4           | 44     | 22     | 9      | 13     | 50,00      | 2º          |
| 1986-1987              | Neuchâtel Xamax        | LNA                    | 30         | 21         | 6          | 3          | CS              | 3               | 2               | 0               | 1               | CU                 | 4                  | 2                  | 2                  | 0                  | CA          | 3           | 1           | 1           | 1           | 40     | 26     | 9      | 5      | 65,00      | 1º          |
| 1987-1988              | Neuchâtel Xamax        | LNA                    | 22+14      | 13+6       | 5+4        | 4+4        | CS              | 4               | 3               | 1               | 0               | CC                 | 4                  | 2                  | 0                  | 2                  | SS          | 1           | 1           | 0           | 0           | 45     | 25     | 10     | 10     | 55,56      | 1º          |
| 1988-1989              | Neuchâtel Xamax        | LNA                    | 22+14      | 7+4        | 9+3        | 6+7        | CS              | 3               | 2               | 0               | 1               | CC                 | 4                  | 2                  | 0                  | 2                  | SS          | 1           | 0           | 1           | 0           | 44     | 15     | 13     | 16     | 34,09      | 6º          |
| 1989-1990              | Neuchâtel Xamax        | LNA                    | 22+14      | 11+5       | 5+6        | 6+3        | CS              | 6               | 5               | 0               | 1               | -                  | -                  | -                  | -                  | -                  | -           | -           | -           | -           | -           | 42     | 21     | 11     | 10     | 50,00      | 3º          |
| 1990-1991              | Servette               | LNA                    | 22+14      | 9+1        | 6+9        | 7+4        | CS              | 2               | 1               | 0               | 1               | -                  | -                  | -                  | -                  | -                  | -           | -           | -           | -           | -           | 38     | 11     | 15     | 12     | 28,95      | 7º          |
| 1991-1992              | Strasburgo             | D2                     | 34+5       | 20+2       | 9+3        | 5+0        | CF              | 2               | 0               | 1               | 1               | -                  | -                  | -                  | -                  | -                  | -           | -           | -           | -           | -           | 41     | 22     | 13     | 6      | 53,66      | 2º (prom.)  |
| 1992-1993              | Strasburgo             | D1                     | 38         | 12         | 16         | 10         | CF              | 1               | 0               | 0               | 1               | -                  | -                  | -                  | -                  | -                  | -           | -           | -           | -           | -           | 39     | 12     | 16     | 11     | 30,77      | 8º          |
| 1993-1994              | Strasburgo             | D1                     | 38         | 10         | 14         | 14         | CF              | 1               | 0               | 1               | 0               | -                  | -                  | -                  | -                  | -                  | -           | -           | -           | -           | -           | 39     | 10     | 15     | 14     | 25,64      | 13º         |
| 1994-1995              | Neuchâtel Xamax        | LNA                    | 22+14      | 9+6        | 6+4        | 7+4        | CS              | 2               | 1               | 0               | 1               | -                  | -                  | -                  | -                  | -                  | -           | -           | -           | -           | -           | 38     | 16     | 10     | 12     | 42,11      | 3º          |
| 1995-1996              | Neuchâtel Xamax        | LNA                    | 22+14      | 12+5       | 5+7        | 5+2        | CS              | 4               | 3               | 0               | 1               | CU                 | 4                  | 1                  | 2                  | 1                  | -           | -           | -           | -           | -           | 44     | 21     | 14     | 9      | 47,73      | 3º          |
| 1996-1997              | Neuchâtel Xamax        | LNA                    | 22+14      | 12+6       | 8+6        | 2+2        | CS              | 1               | 0               | 0               | 1               | CU                 | 6                  | 3                  | 2                  | 1                  | -           | -           | -           | -           | -           | 43     | 21     | 16     | 6      | 48,84      | 2º          |
| lug.-dic. 1997         | Neuchâtel Xamax        | LNA                    | 22         | 7          | 5          | 10         | CS              | 1               | 1               | 0               | 0               | CU                 | 6                  | 3                  | 0                  | 3                  | -           | -           | -           | -           | -           | 26     | 11     | 5      | 13     | 42,31      | Resc. cons. |
| Totale Neuchâtel Xamax | Totale Neuchâtel Xamax | Totale Neuchâtel Xamax | 476        | 228        | 139        | 109        |                 | 51              | 33              | 3               | 15              |                    | 38                 | 16                 | 10                 | 12                 |             | 26          | 6           | 7           | 13          | 591    | 283    | 159    | 149    | 47,88      |             |
| apr.-giu. 2000         | Zurigo                 | LNA                    | 8          | 5          | 2          | 1          | CS              | 2               | 1               | 1               | 0               | -                  | -                  | -                  | -                  | -                  | -           | -           | -           | -           | -           | 10     | 6      | 3      | 1      | 60,00      | Sub. 11º    |
| 2000-2001              | Zurigo                 | LNA                    | 22+14      | 8+3        | 7+3        | 7+8        | CS              | 2               | 1               | 0               | 1               | CU                 | 2                  | 0                  | 0                  | 2                  | -           | -           | -           | -           | -           | 40     | 12     | 10     | 18     | 30,00      | 8º          |
| Totale Zurigo          | Totale Zurigo          | Totale Zurigo          | 44         | 16         | 12         | 16         |                 | 4               | 2               | 1               | 1               |                    | 2                  | 0                  | 0                  | 2                  |             | -           | -           | -           | -           | 50     | 18     | 13     | 19     | 36,00      |             |
| gen.-giu. 2002         | Metz                   | D1                     | 17         | 4          | 4          | 9          | CF+CdL          | 1+0             | 0+0             | 0+0             | 1+0             | -                  | -                  | -                  | -                  | -                  | -           | -           | -           | -           | -           | 18     | 4      | 4      | 10     | 22,22      | 17º (retr.) |
| lug.-set. 2003         | Sturm Graz             | BL                     | 7          | 1          | 1          | 5          | ÖC              | 1               | 1               | 0               | 0               | -                  | -                  | -                  | -                  | -                  | -           | -           | -           | -           | -           | 8      | 2      | 1      | 5      | 25,00      | Eson.       |
| ago. 2004-mar. 2005    | Sion                   | CL                     | 18         | 10         | 7          | 1          | CS              | 3               | 2               | 0               | 1               | -                  | -                  | -                  | -                  | -                  | -           | -           | -           | -           | -           | 21     | 12     | 7      | 2      | 57,14      | Sub. eson.  |
| mag.-giu. 2007         | Aarau                  | CL                     | 3+2        | 1+2        | 2+0        | 0+0        | CS              | -               | -               | -               | -               | -                  | -                  | -                  | -                  | -                  | -           | -           | -           | -           | -           | 5      | 3      | 2      | 0      | 60,00      | Sub. 9º     |
| ago. 2009              | Strasburgo             | L2                     | 1          | 0          | 0          | 1          | CF+CdL          | 0+1             | 0+0             | 0+0             | 0+1             | -                  | -                  | -                  | -                  | -                  | -           | -           | -           | -           | -           | 2      | 0      | 0      | 2      | &0,00      | Eson.       |
| Totale Strasburgo      | Totale Strasburgo      | Totale Strasburgo      | 241        | 106        | 76         | 59         |                 | 20              | 10              | 5               | 5               |                    | 12                 | 5                  | 2                  | 5                  |             | 10          | 2           | 1           | 7           | 283    | 123    | 84     | 76     | 43,46      |             |
| Totale carriera        | Totale carriera        | Totale carriera        | 872        | 391        | 260        | 221        |                 | 84              | 50              | 9               | 25              |                    | 61                 | 25                 | 14                 | 22                 |             | 36          | 8           | 8           | 20          | 1 053  | 474    | 291    | 288    | 45,01      |             |

## Palmarès

### Giocatore

#### Club
- Campionato francese: 2

Olympique Marsiglia: 1970-1971, 1971-1972
- Coppa di Francia: 1

Strasburgo: 1965-1966, 1971-1972
- Supercoppa francese: 1

Olympique Marsiglia: 1971

### Allenatore

#### Competizioni nazionali
- Campionato francese: 1

Strasburgo: 1978-1979
- Campionato svizzero: 2

Neuchatel Xamax: 1986-1987, 1987-1988
- Supercoppa di Svizzera: 2

Neuchatel Xamax: 1987, 1988
- Coppa Svizzera: 1

Zurigo: 2000

#### Individuale
- Allenatore francese dell'anno: 1

1978